# Wasserhaltung (Tunnelbau)
Als Wasserhaltung bezeichnet man beim Tunnelbau sämtliche Maßnahmen, die dazu dienen, das anfallende Bergwasser sicher abzuhalten, sämtliche anfallenden Wässer zu fassen und sicher abzuleiten. Die Wasserhaltung für einen Tunnel muss entsprechend abgestimmt sein auf die Bauphase und auf die Betriebszeit des Tunnels.

## Grundlagen
Beim Tunnelbau muss berücksichtigt werden, dass man in der Regel bei der Auffahrung des Tunnels auf Bergwasser trifft. Die Menge des anzutreffenden Wassers kann erheblich sein, insbesondere, wenn während der Auffahrung wassergefüllte Hohlräume angefahren werden. Hierbei kann es zur Überflutung des Vortriebsbereiches kommen. Bereits im Vorfeld der Bauphase müssen die hydrologischen Verhältnisse durch ein entsprechendes Gutachten abgeklärt werden. So wird bereits im Vorfeld abgeklärt, mit welchen Mengen an Bergwasser zu rechnen ist und in welchen Bereichen größere Mengen an Bergwasser anfallen. Zudem lässt sich im Vorfeld klären, welche Zusammensetzung das Bergwasser hat. Insbesondere muss geklärt werden, woher das Wasser stammt und welche Auswirkungen es an der Tagesoberfläche hat. So gibt es Wasser, das schädigende Mineralien beinhaltet oder einen pH-Wert hat, der dem Beton des Tunnelausbaus schaden kann. Es ist zu klären, ob das Wasser für andere Zwecke genutzt werden kann und wie es wieder an die Natur zurückgeführt werden kann. Anhand des Gutachtens lassen sich die erforderlichen Wasserhaltungsmaßnahmen planen. Dabei ist darauf zu achten, dass dem Gebirge aus ökologischen Gründen möglichst wenig Wasser entzogen wird.

## Maßnahmen (Bauphase)
Die Wasserhaltung lässt sich beim Tunnelbau auf vier Arten bewerkstelligen. So lässt sich das Wasser entweder ableiten, verdrängen, absperren oder absenken.

### Wasserableitung
Beim Ableiten des Wassers ist darauf zu achten, dass neben dem Bergwasser auch Betriebswasser und Tagwasser anfällt. Das anfallende Bergwasser wird möglichst in der Tunnellaibung durch geeignete Maßnahmen wie z. B. die Baudrainage gefasst und über Wasserleitungen abgeleitet. Steigt der Tunnel leicht an, kann das Wasser auf natürliche Weise abfließen. Bei abfallendem Tunnel muss das Wasser in einem Pumpensumpf gefasst und aus dem Tunnel gepumpt werden. Die anfallenden Wässer (Bergwasser, Tagwasser, Betriebswasser) können entweder in Mischsystemen oder in Trennsystemen gesammelt und über separate Rohrleitungen abgeleitet werden. Kontaminiertes Wasser muss außerhalb des Tunnels einem Reinigungsprozess unterzogen und aufbereitet werden, bevor es wieder an die Natur zurückgeführt wird.

### Wasserverdrängung
Die Wasserverdrängung ist ein Verfahren, das überwiegend im U-Bahnbau im Lockergestein eingesetzt wird. Hierbei wird der Arbeitsbereich des Tunnels mittels Druckluft unter Überdruck gesetzt. Der Überdruck muss dabei so hoch sein wie der der Wasserdruck an der Tunnelsohle. Dadurch wird das Wasser am Eindringen in den Tunnelbereich gehindert. Das Verfahren, das hierbei zur Anwendung kommt, ist das Druckluftverfahren.

### Wasserabsperrung
Durch geeignete Maßnahmen lässt sich das Bergwasser am Zutritt in den Tunnel hindern. Je nach Ausführung des Tunnels lassen sich von der Oberfläche aus Schlitz-, Schmal-, Spund- oder Bohrpfahlwände in die grundwasserstauende Schicht einbauen. Außerdem gibt es die Möglichkeit, durch Injektionen, Düsenstrahlverfahren - Säulen oder durch Gefrierverfahren das Wasser am Zutritt zu hindern. Um das Wasser nachhaltig am Zutritt in den Tunnel zu hindern, ist es erforderlich, den gesamten Tunnelausbau mit Dichtungsbahnen zu verkleiden. Hierfür gibt es unterschiedliche Systeme.

### Wasserabsenkung
Diese Form der Wasserhaltung wird als geschlossene Wasserhaltung bezeichnet. Hierbei wird vor Beginn der Tunnelauffahrung das Wasser durch Maßnahmen wie Gravitationsbrunnen, Vakuumbrunnen oder Elektroosmose abgesenkt.

## Maßnahmen (Betriebszeit)
Damit das Bergwasser während der Betriebszeit möglichst nicht in den Tunnel eindringen kann, muss er durch geeignete Maßnahmen abgedichtet werden. Hierfür werden während der Bauphase Abdichtfolien um die Tübbinge gelegt und mit einbetoniert oder bei zweischaligem Ausbau in den Zwischenraum des zweischaligen Ausbaus mit integriert. Durch die Abdichtmaßnahmen fallen so in der Regel nur relativ geringe Mengen Wasser von den Fahrbahnen an, die über die Kanalisation der Fahrbahnentwässerung abgeleitet werden. Eine andere Form der Wasserhaltung ist es, das Bergwasser durch Drainagerohre bereits im Bereich der Firste zu fassen und über ein Entwässerungssystem aus dem Tunnel zu leiten. In der Regel werden die Wässer von der Fahrbahnentwässerung und das Bergwasser über ein gemeinsames Entwässerungssystem aus dem Tunnel abgeführt. Falls erforderlich, wird das Tunnelwasser außerhalb des Tunnels entsprechend gereinigt und erst dann in den Vorfluter geleitet. Je nach Zusammensetzung des Bergwassers kann es zu Ablagerungen in den Drainagerohren kommen, was die Funktion der Drainage vermindert.